# Whitey Ford Sings the Blues
Whitey Ford Sings the Blues è il secondo album in studio del rapper statunitense Everlast.

## Tracce
1. The White Boy Is Back – 0:45
2. Money (Dollar Bill) (feat. Sadat X) – 3:16
3. Ends – 4:24
4. What It's Like – 5:03
5. Get Down – 3:59
6. Sen Dog – 0:15
7. Tired – 2:22
8. Hot to Death – 3:49
9. Painkillers – 3:23
10. Prince Paul – 0:58
11. Praise the Lord – 3:05
12. Today (Watch Me Shine) (feat. Bronx Style Bob) – 5:02
13. Guru – 0:17
14. Death Comes Callin' (feat. Casual e Sadat X) – 4:16
15. Funky Beat – 4:04
16. The Letter – 2:05
17. 7 Years – 4:05

Traccia bonus nell'edizione CD
1. Next Man – 3:52